# Леннокс, Джон
Джон Леннокс (англ. John Lennox; род. 7 ноября 1943 года) — математик, доктор наук и доктор философии, магистр биоэтики. Окончил Кембриджский университет со степенью в области чистой математики. Профессор Оксфордского университета. В настоящее время занимается исследованием и преподаванием взаимосвязи между природоведческой наукой, философией и теологией в Оксфордском университете в качестве члена совета колледжа последипломного обучения «Грин». Автор более 70 научных публикаций и статей, а также автор книг по философии и этике.

## Ранняя жизнь
Джон Леннокс родился в 1943 году в Северной Ирландии и вырос в Арме, где его отец владел магазином. Там же, он учился в Королевской школе.

## Карьера
После получения докторской степени, Леннокс переехал в Кардифф, став преподавателем в области математики в университете Уэльса. За 29 лет работы в Кардиффе он читал лекции в университетах Вюрцбурга, Фрайбурга и Вены, и выступал в Восточной и Западной Европе, России и Северной Америке. Область исследования — это математика, апологетика, и изъяснение Писания.
Леннокс также изучает и преподает взаимоотношения науки и религии в университете Оксфорда. Является автором и соавтором целого ряда книг о взаимоотношениях науки, религии и этики, таких как: «Человек и его мировоззрение» в трех томах, в соавторстве с Д. Гудингом (2004), «Бог и Стивен Хокинг: чей дизайн в любом случае?» (2011). Он выступал в разных странах и на разных конференциях как научный сотрудник, совершил многочисленные поездки в бывший Советский Союз. Джон изъясняет многочисленные вопросы, касающиеся мировоззрения и христианской апологетики, такие как вопрос существования Бога, проблема страданий и зла и т. п.

## Дебаты
Леннокс принял участие в многочисленных публичных дебатах, защищая христианскую веру. Дискуссировал с такими атеистами как Кристофер Хитченс, Майкл Шермер, Ричард Докинз, Лоуренс Краусс, Питер Сингер.
- 3 октября 2007 года Леннокс принял участие в дебатах с Ричардом Докинзом в университете штата Алабама в Бирмингеме. Главной темой дебатов было размышление над идеями, высказанными Докинзом в его книге «Бог как иллюзия». Дебаты транслировались для миллионов людей во всем мире.
- Следующая встреча профессора Леннокса и Докинза произошла в апреле 2008 года в Тринити-колледж, Оксфорд. Ученые попытались раскрыть другие аспекты, которые не были затронуты в предыдущих дебатах.
- 9 августа 2008 года, на Международном фестивале в Эдинбурге, Шотландия, Леннокс обсуждал с Кристофером Хитченсом вопрос, действительно ли Европе стоит пожертвовать своим религиозным прошлым и приветствовать «Новый атеизм».
- 23 августа 2008 года, Леннокс встретился с Майклом Шермером в Уэсли Конференц-центре в Сиднее, Австралия, ученые исследовали вопрос существования Бога.
- 21 октября 2008 года, Леннокс снова принял участие в дебатах с Ричардом Докинзом в Оксфордском университете, в музее естественной истории. Дискуссия была озаглавлена «Похоронила ли наука Бога?».
- 3 марта 2009 года, Джон во второй раз дискуссировал с Кристофером Хитченсом в Сэмфордском университете в Бирмингеме, штат Алабама, на вопрос величия Бога. В ходе дискуссии обсуждались утверждения Хитченса, описанные в его книге «Бог — не любовь».
- 20 июля 2011 года, Леннокс говорил с Питером Сингером в Мельбурне, Австралия, на тему «Существует ли Бог?»[3].

## Личная жизнь
Леннокс говорит на английском, русском, французском, немецком и испанском языках. Он женат на Салли и имеет трёх детей и пять внуков. У него есть брат по имени Гилберт Леннокс, старший служитель в церкви.